# Jean-Claude Salemi
Jean-Claude Salemi, né le 6 octobre 1950 à Casablanca au Maroc, est un auteur de bande dessinée, graveur, illustrateur et musicien belge.

## Biographie
Jean-Claude Salemi naît le 6 octobre 1950 à Casablanca,,.

### Premières années
Il étudie l'architecture à l'Institut Saint-Luc de Bruxelles, mais interrompt ses études pour suivre sa conscience politique. Il joue de la guitare dans des usines et conçoit des affiches pour diverses activités alternatives. Il s'installe en 1976 comme dessinateur ilustrateur indépendant. Au cours des années 1970 et au début des années 1980, il conçoit de nombreuses affiches, le plus souvent en linogravure, pour des concerts de jazz locaux à Liège et Bruxelles, ainsi que des dessins humoristiques pour des éditeurs comme Marabout, Vie ouvrière et Van In. Avec Anne-Catherine Van Santen, Salemi a été cofondateur de l'Atelier Razkas en 1986, un collectif de graveurs, graveurs et imprimeurs sur pierre qui ont souvent exposé leur travail en Belgique et à l'étranger. Ses dessins paraissent dans Le Vif/L'Express, L'Écho, Le Matin, Le Soir, Le Ligueur, De Standaard, Gaël et la revue Politique.

### Bande dessinée
En 1987-1988, la maison d'édition Brain Factory International publient une série de bandes dessinées en quatre volumes où des auteurs de bande dessinée franco-belge ont adapté des chansons du chanteur Jacques Brel en bande dessinée. Dans le premier volume, Le Plat Pays (1987), Salemi illustre la chanson Il neige sur Liège dans un court récit. C'est également la première fois qu'il utilise des techniques de linogravure, qui deviendraient sa marque artistique. En 1989, le Centre belge de la bande dessinée, cofondé par Guy Dessicy, ouvre ses portes à Bruxelles. Salemi réalise la célèbre affiche représentant un géant tenant une boîte d'où sortent des dizaines de personnages de bande dessinée belges qui font irruption dans le musée.
En 1993, l'Association contre le cancer, une collaboration entre les centres de prévention des cancers de Flandre et des Pays-Bas, publie l'album 6 Histoires bien portantes, dans laquelle six dessinateurs créent une histoire en bande dessinée liée à la prévention du cancer. Parmi les auteurs contributeurs figurent Daniel Alexandre et Dino Attanasio, Jean-Luc Cornette, Laurent Letzer et Luc Cromheecke, Al Séverin, Salemi et Anne-Catherine Van Santen. Salemi dessine une bande dessinée scénarisée par Anne-Catherine, intitulée Sous le soleil exactement, qui n'est que vaguement liée au cancer : il s'agit d'un amour d'été sur la plage, avec deux proches partageant l'ombre au lieu de s'asseoir au soleil. Le livre est réalisé par le Centre belge de la bande dessinée et Tof Productions sous la direction de Jean-Claude De la Royère,.
En outre, il publie un livre de croquis sur les cafés en Belgique aux Éditions Vie ouvrière en 1986.
Il est l'un des nombreux artistes à rendre hommage à Ever Meulen lors de l'exposition Ever Meulen and Friends en octobre 2017 à Bruxelles.

### Carrière musicale
Comme compositeur, guitariste et illustrateur, il est membre du Gam.
Salemi se produit souvent en tant que guitariste de jazz dans le groupe Swing Box. Il réalise les pochettes d'albums de Les Convoyeurs Attendent (1982) de Claude Semal, Tea For Two (1982) de Frénésie, Claude Semal et Charles Loos (1984) de Claude Semal et Charles Loos et Clear Night (1991) de Jacques Stotzem. En 2018, Salemi, Adrien Liénart, Frédéric Debaix et Salemi donnent une série de concerts en hommage au légendaire Georges Brassens. Son fils, Martin Salemi, est également actif en tant que musicien de jazz. En 2017, il sort son premier album Short Stories (2017), dont Jean-Claude Salemi signe la pochette.
Comme illustrateur, on lui doit l'ouvrage Lettres et le Néant de Jean-Louis Aisse, publié aux éditions Lamiroy en 2015.
Il vit et travaille en Belgique.

## Œuvres

### Collectifs
- INT1. La B.D. chante Brel - Le Plat Pays + Les Prénoms, Brain Factory, septembre 1988
Scénario : collectif - Dessin : collectif dont Jean-Claude Salemi - Couleurs : quadrichromie -  (ISBN 1-87085-805-0)Contribution : Il neige sur Liège (4 planches).
- 6 Histoires bien portantes, Association contre le cancer, Bruxelles, 1993
Scénario : collectif - Dessin : collectif dont Jean-Claude Salemi - Couleurs : quadrichromie -  (ISBN 2-87247-010-7)Participation : Sous le soleil exactement - Scénario : Anne-Catherine - Dessin : Jean-Claude Salemi (5 planches).

### Illustrations
- Vladimir Grigorieff et Jean-Claude Salemi, Je parle hébreu : Une méthode ultra-rapide, Marabout, coll. « flash », 1983, 160 p., ill. ; 12 cm (ISBN 2501003594)
- (nl + fr) Press Cartoon Belgium 2008 : de beste cartoons van 2007 in de Belgische pers = Press Cartoon Belgium 2008 : les meilleurs dessins de presse parus en 2007 dans les journaux belges, Leuven, Van Halewyck, 2008, 159 p., ill. ; 22 cm (ISBN 978-90-8679-107-1)
- Lettres et le néant de Jean-Louis Aisse, Lamiroy, Bruxelles, 2015  (ISBN 978-2-87595-053-6).

### Expositions

#### Expositions individuelles
- Déviations ou « Les chefs d’œuvre de la peinture gravés[6],[7], Atelier Razkas, Schaerbeek du 1er au 4 novembre 2018.
- Déviations ou « Les chefs d’œuvre de la peinture gravés[8], Espace B dans le cadre du parcours d’artistes Arts à Glabais, Glabais du 27 au 28 avril 2019.
- Musiques gravées[9], Le Senghor, Centre culturel d'Etterbeek du 9 janvier au 14 février 2020.

#### Expositions collectives
- Jazz et Bande dessinée[10], 150 dessins, ESA Saint-Luc Liège du 4 avril au 27 avril 2024.

### Collections publiques
18 œuvres de cet artiste sont conservées au Centre de la gravure et de l'image imprimée à La Louvière.

## Distinctions
- 1995 : prix spécial promotion de la BD attribué à l’équipe chargée des expositions au Centre belge de la bande dessinée : Anne-Catherine Van Santen, Charles Dierick, Olivier Gauvain, Manu Fernandez et Jean-Claude Salemi, décerné par la Chambre belge des experts en bande dessinée[12] pour Aux innocents les mains pleines, ex aequo avec Sergio Salma.